# Nico Mikulic
Nico Mikulic (* 18. September 2006) ist ein österreichischer Fußballspieler.

## Karriere
Mikulic begann seine Karriere beim SC Bruck/Mur. Zur Saison 2018/19 wechselte er in die Jugend der Kapfenberger SV. Zur Saison 2021/22 rückte er in den Kader der vierten Mannschaft der Kapfenberger, für die er dreimal in der achtklassigen 1. Klasse spielte. Mit Kapfenberg IV stieg er in die Gebietsliga auf. Ab der Saison 2022/23 kam er auch für die dritte Mannschaft zum Zug. Insgesamt 13 Spiele machte er für diese in der sechstklassigen Unterliga.
Zur Saison 2023/24 rückte er in den Kader der zweiten Mannschaft. In der Saison 2023/24 lief er für diese zwölfmal in der fünftklassigen Oberliga auf. Zur Saison 2024/25 wurde Mikulic in den Profikader der Steirer übernommen. Sein Debüt in der 2. Liga gab er im September 2024, als er am sechsten Spieltag jener Saison gegen den SC Austria Lustenau in der 89. Minute für Florian Prohart eingewechselt wurde.